# Alex Evans (romancière)
 (juillet 2021).
Pour les articles homonymes, voir Alex Evans et Evans.
Alex (Agnès) Evans, née le 30 juillet 1965 à Moscou, est une romancière et nouvelliste française. Elle a écrit des nouvelles et des romans de fantasy et de science-fiction.

## Biographie
Après de nombreuses années passées à l'étranger, Alex Evans a étudié à la faculté de médecine de Paris.
Elle est médecin spécialiste, mariée et mère de famille.

## Œuvres

### Romans
- Sorcières associées, éd. ActuSF, 2017 (fantasy).
- L'Échiquier de jade, éd. ActuSF, 2018 (fantasy).
- La Machine de Léandre, éd. ActuSF, 2019 (fantasy).
- Les Murailles de Gandarès, ed. Numeriklivres, 2014 (épuisé)
- Le Loup des Farkas, ed. L'Ivre-book, 2015 (épuisé)

### Nouvelles
- Frontières, anthologie Cités italiennes, éd. Rivière Blanche, 2016 (fantastique).
- La Pluie (science-fiction), anthologie des Utopiales 2018 (science-fiction).
- Deus ex machina (fantasy, steampunk), éd. Booxmaker, 2013
- Le Sanglier (fantasy), éd. Booxmaker, 2014
- Pour l’honneur des Mérina, éd. Voy’el, 2014 (fantasy).
- La Trace du grand serpent, anthologie Bestiaire Asiatique, éd. Voy’el, 2015 (fantastique).
- Le Fichier Calebasse (science-fiction) et Le Tokolosh (fantastique), anthologie Rêves d’Afrique, éd. Voy’el, 2016.
- La Clause de rétorsion (science-fiction), anthologie La Justice… demain, ailleurs, autrement, éd. Arkuiris, 2018 (science-fiction).
- Une langue morte, Lanfeust Mag n°200, 2016 (fantasy)
- Une journée ordinaire, anthologie Frontières, festival ImaJnère 2019 (fantasy).
- L'Ogre (fantastique), anthologie Dévoilements, ed. du Pangolin, 2020
- Recyclage (science-fiction), anthologie Cuisine fantastique et alimentation de fiction, ed. L'Harmattan, 2021
- La Relique (fantasy), Haxagon Magazine n° 5, 2021
- La Tête d'Olokun (science-fiction), anthologie des Imaginales, 2022

### Nouvelles en anglais
- The Healer's Apprentice (micronouvelle de fantasy), Fudoki Magazine, 2021
- The Red Cap (fantasy), Sword and Sorcery Magazine, n°113, 2021
- Holy Grail (Urban Fantasy), BFS Horizon n°14, Octobre 2022
- The Egg (fantasy), anthologie A Flight OF Dragons, éd. West Avenue Publishing, 2023
- Third Tomb to the Left (Fantasy), Upbeat Tales Podcast, Mars 2024